# 布列斯季夫
48°29′56″N 22°54′12″E / 48.49889°N 22.90333°E
布列斯季夫（烏克蘭語：Брестів），是烏克蘭的村落，位於該國西部外喀爾巴阡州，由穆卡切沃區負責管轄，始建於1600年，面積0.75平方公里，海拔高度528米，2001年人口355，人口密度每平方公里473.97人。